# Chi l'ha detto
Chi l'ha detto è un singolo della cantante italiana Raffaella Carrà, pubblicato il 16 novembre 2018 come primo estratto  dall'album in studio Ogni volta che è Natale.
Del brano è stata pubblicata la versione in spagnolo, dal titolo Navidades han llegado.

## Video musicale
Il video musicale relativo al brano, diretto da Gianluca Montesano, è stato pubblicato il 23 novembre 2018 sul canale YouTube della cantante.
Nel video, dalle atmosfere tipicamente natalizie, Raffaella Carrà compare solamente in lontananza tramite degli schermi mentre esegue la canzone, mentre i protagonisti sono differenti persone nella loro vita quotidiana.

## Tracce
Download digitale
Testi e musiche di Daniele Magro (cantautore); edizioni musicali Skyline Music Publishing.
1. Chi l'ha detto – 3:25